# Lepidodiplosis nocticolor
Lepidodiplosis nocticolor är en tvåvingeart som först beskrevs av Jean-Jacques Kieffer 1911.  Lepidodiplosis nocticolor ingår i släktet Lepidodiplosis och familjen gallmyggor.
Artens utbredningsområde är Seychellerna. Inga underarter finns listade i Catalogue of Life.